# Арунт (брат на Тарквиний Горди)
Вижте пояснителната страница за други личности с името Арунт.
Арунт Тарквиний (на латински: Aruns Tarquinius; † 535 пр.н.е.) от етруската династия Тарквинии, е син или внук на петия римски цар Луций Тарквиний Приск (616 – 579 пр.н.е.) и Танаквил.
Той е брат на Тарквиний Горди (цар 535 – 510 пр.н.е.), Тарквиния Примера, съпруга на цар Сервий Тулий, и Тарквиния Секунда, съпруга на Марк Юний Брут. Арун е внук на Демарат от Коринт.
Арунт се жени за Тулия Младша, по-малката дъщеря на сестра му Тарквиния Примера и на римския цар Сервий Тулий. Тулия обаче заговорничи с брат му Тарквиний Горди, който е съпруг на нейната сестра Тулия Старша, да отнемат трона на нейния баща, като за целта убиват Арунт. Съпругата му се омъжва след това за неговия брат Тарквиний Горди.